# László Lajtha
Dans le nom hongrois Lajtha László, le nom de famille précède le prénom, mais cet article utilise l’ordre habituel en français László Lajtha, où le prénom précède le nom.
László Lajtha est un compositeur, ethnomusicologue, chef d'orchestre et pédagogue hongrois, né le 30 juin 1892 à Budapest (Hongrie), où il est décédé d'une crise cardiaque le 16 février 1963.

## Biographie
Il entame en 1908 des études de composition à l'Académie de musique de Budapest, où il a comme professeurs Viktor Herzfeld et Zoltán Kodály. L'année suivante, il passe par Leipzig (Allemagne) où il s'imprègne de la musique de Johann Sebastian Bach. En 1910-1911, il étudie à Genève (Suisse) avec le pianiste Bernhard Stavenhagen. Dans le même temps, il commence à s'intéresser aux traditions folkloriques de son pays et, à l'instar de ses aînés Béla Bartók (avec lequel il se liera d'une forte amitié) et Zoltán Kodály, entreprend de les collecter. De 1911 à 1913, il étudie également à la Schola Cantorum de Paris avec Vincent d'Indy (c'est à partir de là qu'il tissera des relations étroites avec la France musicale et ce, jusqu'à la fin de sa vie).
En 1913, il est diplômé de l'Académie (Conservatoire) de Budapest mais l'année suivante et le début de la Première Guerre mondiale marque le premier coup d'arrêt de sa carrière musicale : de 1914 à 1918, il sera officier d'artillerie sur le front ; blessé à plusieurs reprises, il sort de ce conflit mondial avec une santé affaiblie, mais reprend néanmoins ses activités. Il devient en 1919 enseignant à ladite Académie de musique, ce jusqu'en 1949 (il en sera aussi le directeur de 1947 à 1949). Parmi ses élèves, citons János Ferencsik et János Starker. Il aura aussi des activités de chef de chœur (dirigeant l'ensemble choral attaché à l'une des églises réformées de Budapest entre 1927 à 1944) et de chef d'orchestre. De surcroît, entre 1935 et 1938, puis à nouveau en 1945-1946, il est directeur musical à la radio hongroise.
Dans le domaine de l'ethnomusicologie, il poursuit ses recherches notamment pour le compte du musée ethnographique de Budapest, dont il sera membre de 1913 à 1947 (et, brièvement en 1948, le directeur). En outre, il devient en 1947 vice-président de la Société d'Ethnographie hongroise (dont il était également membre depuis 1913). Son travail sur les musiques dites « folkloriques » sera couronné par la rédaction de monographies en cinq volumes, publiées entre 1954 et 1962. Et bien entendu, parmi le corpus de ses compositions, figurent plusieurs arrangements issus de ce répertoire.
De 1932 à 1939, il participe activement à la vie musicale parisienne. Par exemple, durant cette période, il est membre de la Société musicale Le Triton, fondée en 1932 et destinée à promouvoir la musique contemporaine du moment (parmi les autres membres, mentionnons  Henry Barraud qui deviendra également un grand ami). De plus, une bonne partie de sa propre musique sera publiée par les Éditions Leduc et les Éditions Salabert (relevons ici, en troisième lieu, les Éditions Universal de Vienne).
L'année 1949 est celle du second coup d'arrêt de sa carrière : en raison notamment de ses nombreuses relations avec l'étranger, il est considéré par les autorités de son pays (qui s'oriente alors vers le communisme) comme un « résistant politique ». Alors que ses deux fils choisissent de fuir la Hongrie, lui et sa femme y restent installés et bientôt, Lajtha perd tous ses postes et pensions, et son passeport est confisqué. Pendant douze ans, il aura les plus grandes difficultés à faire jouer sa musique et, plus simplement, à exister.
En 1951, il reçoit le prix Kossuth pour "ses travaux sur la musique folklorique de son pays".
En 1961 enfin, en partie sous la pression de l'étranger (ses amis, français ou autres, œuvreront en ce sens), son passeport lui est restitué. Il entreprend alors à nouveau des voyages (ainsi, il peut revoir ses deux fils et connaître ses petits-enfants), participe à des jurys de concours et dirige ses compositions — notamment sa symphonie no 8 en création française cette même année 1961, à Paris —. Précédemment, en 1960, il est joué pour la première fois aux États-Unis, avec la création américaine de sa symphonie no 5 par l'Orchestre de Cleveland, sous la direction de son compatriote George Szell. 
En 1962, de retour à Paris, il peut enfin prononcer son discours inaugural à l'Académie des Beaux-Arts, où il avait été élu membre consultant en 1955 (honneur précédemment dévolu au compositeur roumain Georges Enesco qui venait de décéder). Mais l'année 1962 sera sa dernière d'activité : en février 1963, de retour d'une ultime séance de collectage de musiques traditionnelles, il meurt brutalement d'une crise cardiaque (à noter qu'il avait eu une première alerte en 1956, déjà au retour d'un de ses voyages de collectage dans l'arrière-pays).
Ses compositions originales comprennent des pièces pour piano, de la musique de chambre (dont dix quatuors à cordes), des œuvres chorales et pour voix soliste(s), des musiques de ballet et de films, ainsi que diverses autres œuvres pour orchestre (dont neuf symphonies).

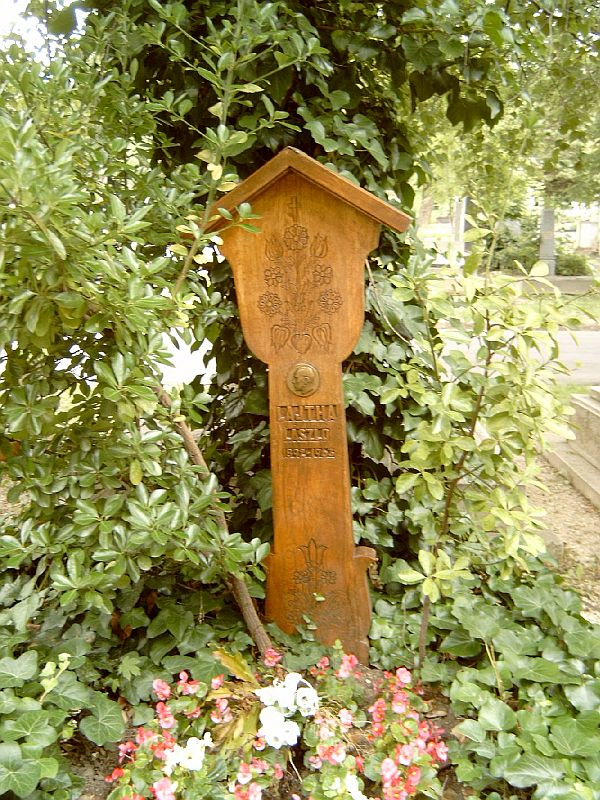
tombe de Lajtha au cimetière de Farkasrét à Budapest

## Œuvres (sélection)

### Pièces pour piano
- Egy muzsikus írásaiból (Des écrits d'un musicien), 9 fantaisies op. 1 (1913) ;
- Contes (titre original),
- 11 pièces op. 2 (dédiées à Béla Bartók, 1914) ;
- Sonate op. 3 (1914) ;
- Prélude sans op. (1918) ;
- 6 pièces op. 14 (1930) ;
- Erdélyi induló (Marche transylvaine) sans op. (1945) ;
- 3 berceuses sans op. (pour piano ou voix et piano, 1957).

### Musique de chambre
Quatuors à cordes
- no 1 Double fugue et rondo op. 5 (1923) ;
- no 2 op. 7 (1926) ;
- no 3 Játékország (Le Pays des jouets) op. 11 (1929) ;
- no 4 op. 12 (1930) ;
- no 5 5 études op. 20 (1934) ;
- no 6 4 études op. 36 (1942) ;
- no 7 op. 49 (1950) ;
- no 8 op. 53 (1951) ;
- no 9 op. 57 (1953) ;
- no 10 Suite transylvaine en 3 parties (titre original) op. 58 (1953).

Autres œuvres
- Quintette avec piano op. 4 (1922) ;
- Quatuor avec piano op. 6 (1925) ;
- Trio à cordes (no 1) Sérénade op. 9 (1927) ;
- Trio concertant avec piano op. 10 (1928) ;
- Sonate pour violoncelle et piano op. 17 (1932) ;
- Trio à cordes no 2 op. 18 (dédié à Romain Rolland, 1932) ;
- Trio pour flûte, harpe et piano op. 22 (1935) ;
- Marionnettes (titre original), suite de 4 pièces pour flûte, violon, alto, violoncelle et harpe op. 26 (1937) ;
- Sonate pour violon et piano op. 28 (réputée perdue, 1938) ;
- Concert (sonate) pour violoncelle et piano op. 31 (dédié à André Navarra — interprète de plusieurs de ses œuvres de musique de chambre —, 1940) ;
- Sérénade pour 3 instruments à vent op. 40 (réputée perdue, 1944) ; Trio à cordes no 3 Soirs transylvains (titre original), 4 sketches op. 41 (1945) ;
- 4 hommages (titre original) pour flûte, hautbois, clarinette et basson op. 42 (1946) ;
- Quintette no 2 pour flûte, violon, alto, violoncelle et harpe op. 46 (partie de Meurtre dans la cathédrale ci-après visé, 1948) ; *Trio no 2 pour flûte, violoncelle et harpe op. 47 (1949) ;
- Intermezzo pour saxophone alto et piano op. 59 (1954) ;
- Sonate de concert pour flûte et piano op. 64 (1958) ;
- 3 pièces pour flûte seule op. 69 (1958) ;
- Sonate de concert pour violon et piano op. 68 (1962).

### Œuvres pour orchestre
Symphonies
- no 1 op. 24 (1936) ;
- no 2 op. 27 (1938) ;
- no 3 op. 45a (partie de Meurtre dans la cathédrale ci-après visé, 1948) ;
- no 4 Le Printemps (titre original) op. 52 (1951) ;
- no 5 op. 55 (dédiée à Henry Barraud, 1952) ;
- no 6 op. 61 (1955) ;
- no 7 Révolution (titre original) op. 63 (1957) ;
- no 8 op. 66 (1959) ;
- no 9 op. 67 (1961).

Musiques de ballet
- Lysistrata op. 19a, pour la pièce éponyme d'Aristophane (1933, + réduction pour 2 pianos, + 2 suites d'orchestre op. 19b et 19c, même année) ;
- A négy isten ligete (Le Bosquet des quatre dieux) op. 38a (1943, + réduction pour piano à 4 mains, + suite d'orchestre op. 38b — Suite no 2 —, même année) ;
- Capriccio op. 39 (1944, + réduction pour piano à 4 mains, même année).

Musiques de films
- Hortobágy op. 21 (1935, + suite d'orchestre op. 21a, même année), musique pour le film hongrois éponyme de George Hoellering sorti en 1936 ;
- Murder in the Cathedral (Meurtre dans la cathédrale) op. 45b (1948), musique pour le film britannique éponyme de George Hoellering sorti en 1952, adaptation par T.S. Eliot de sa pièce du même titre ;
- Shapes and Forms (Alakok és formák) op. 48 (partition réputée perdue, 1949), musique pour le film britannique éponyme de George Hoellering ;
- Kövek, várak, emberek (Pierres, châteaux, hommes) sans op. (1956), musique pour le film hongrois éponyme d'István Szőts.

Autres œuvres
- Concerto pour violon op. 15 (réputé perdu, 1931) ;
- Divertissement op. 25 (1936) ;
- Symphonie (non numérotée) Les Soli pour orchestre à cordes, harpe et percussion op. 33 (dédiée à Florent Schmitt, 1941) ;
- In Memoriam op. 35 (1941) ;
- Évasion, fuite, liberté op. 37 (réputée perdue, 1942) ;
- Sinfonietta (no 1) pour orchestre à cordes op. 43 (1946) ;
- Variations sur un thème simple "Les Tentations" (titre original) op. 44 (partie de Meurtre dans la cathédrale sus-visé, 1948) ; *Suite no 3 op. 56 (1952) ;
- Sinfonietta no 2 pour orchestre à cordes op. 62 (1956).

### Œuvres pour voix soliste(s)
- 19 Magyar népdal (19 chants folkloriques hongrois) pour mezzo-soprano, ténor et piano sans op. (1924) ;
- Motet pour mezzo-soprano, contralto (ou baryton) et piano (ou orgue) op. 8 (1926) ;
- Vocalise-étude pour voix haute et piano sans op. (1931) ;
- 3 nocturnes pour soprano, flûte, harpe et quatuor à cordes op. 34 (1941) ;

### Opéra
- Le Chapeau bleu (titre original), opéra-bouffe en 2 actes pour soli et orchestre op. 51 (1950).

### Œuvres chorales
- Esti párbeszéd - A hegylakók (Dialogue vespéral - Les Montagnards) pour chœur mixte a cappella op. 16 (1932) ;
- 2 chœurs sur des poèmes de Charles d'Orléans pour chœur mixte a cappella op. 23 (1936) ;
- 4 madrigaux sur des poèmes de Charles d'Orléans pour chœur mixte a cappella op. 29 (1939) ;
- Hol járt a dal ? (Par où est passé le chant ?), pour chœur mixte a cappella op. 32 (1940) ;
- Missa in tono phrygio (Messe dans le ton phrygien) ou Missa in diebus tribulationis pour chœurs et orchestre op. 50 (1950) ;
- Missa pour chœur mixte et orgue op. 54 (1952) ; Magnificat pour chœur de femmes et orgue op. 60 (1954) ;
- 3 hymnes pour la Sainte Vierge (titre original), pour chœur de femmes et orgue op. 65 (dédiés à Nadia Boulanger, 1958).